# Richard Hakluyt

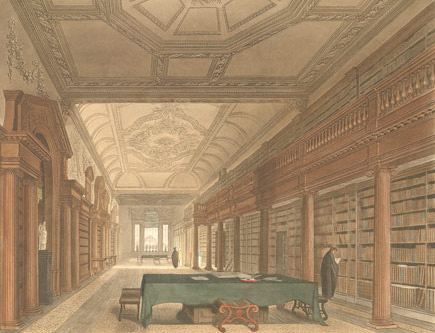
A biblioteca de Christ Church, Oxford (artista desconhecido; publicado em History of Oxford de Rudolph Ackermann).

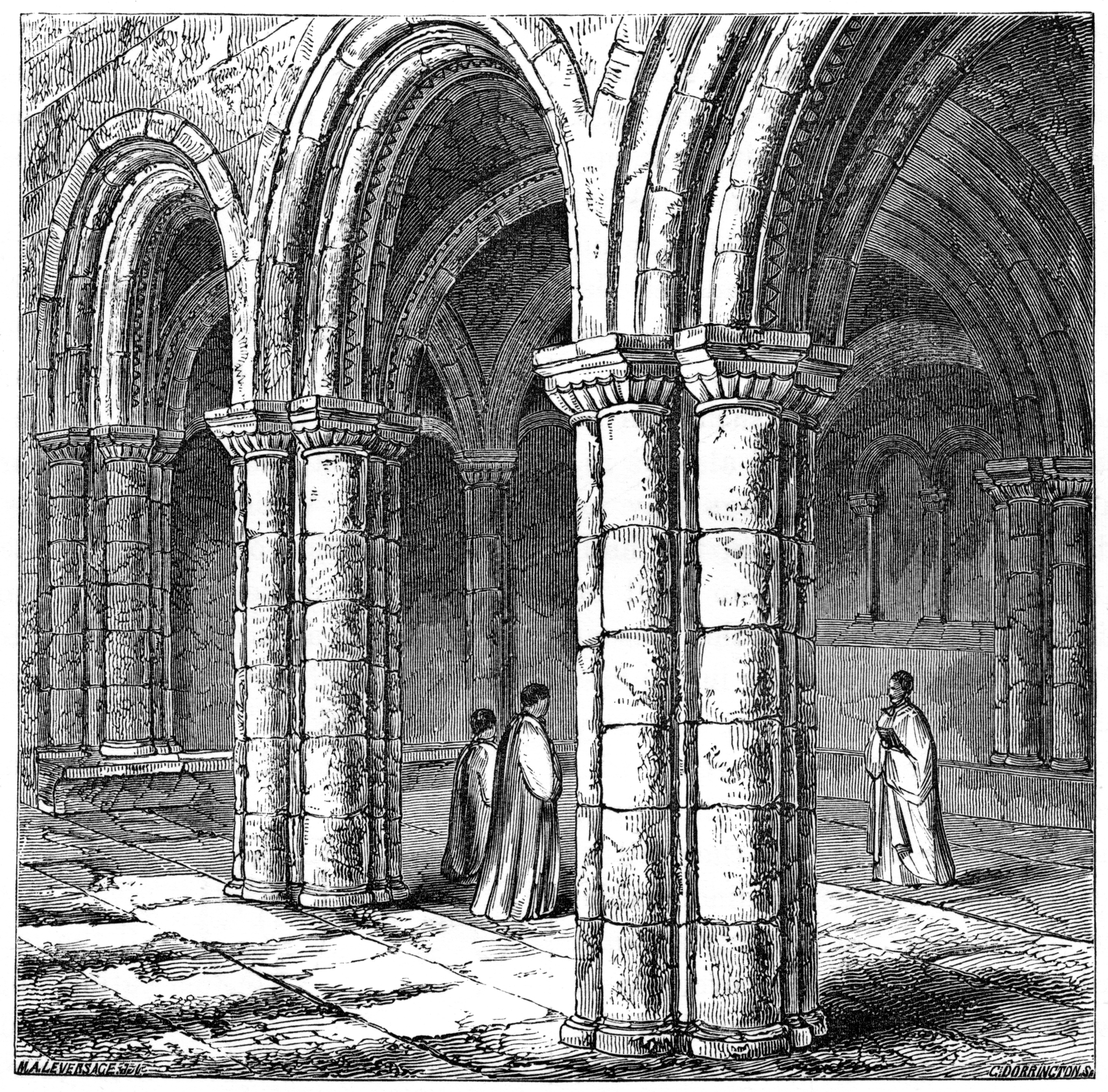
A casa capitular normanda da Catedral de Bristol (gravura de 1882). Hakluyt era um membro do capítulo da catedral.

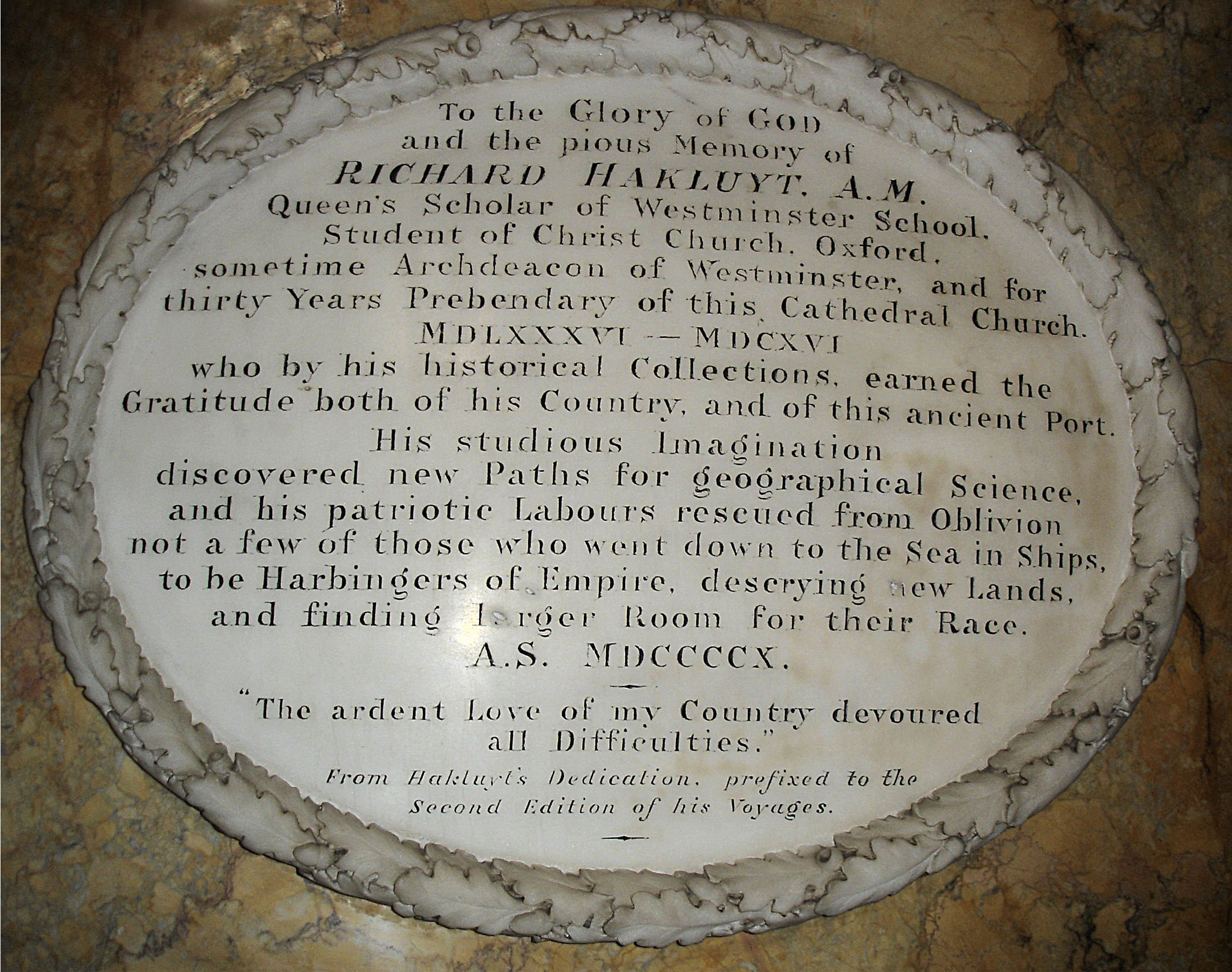
Uma lápide comemorativa de Hakluyt, de 1910, na Catedral de Bristol.

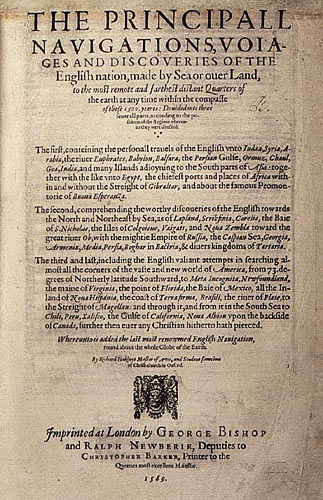
A página de rosto da primeira edição de The Principall Navigations, Voiages, and Discoveries of the English Nation (1589) de Hakluyt.

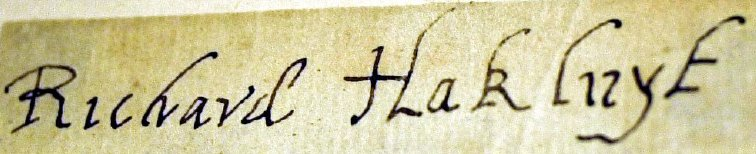
Uma assinatura manuscrita de Hakluyt na folha de rosto da obra acima referida.

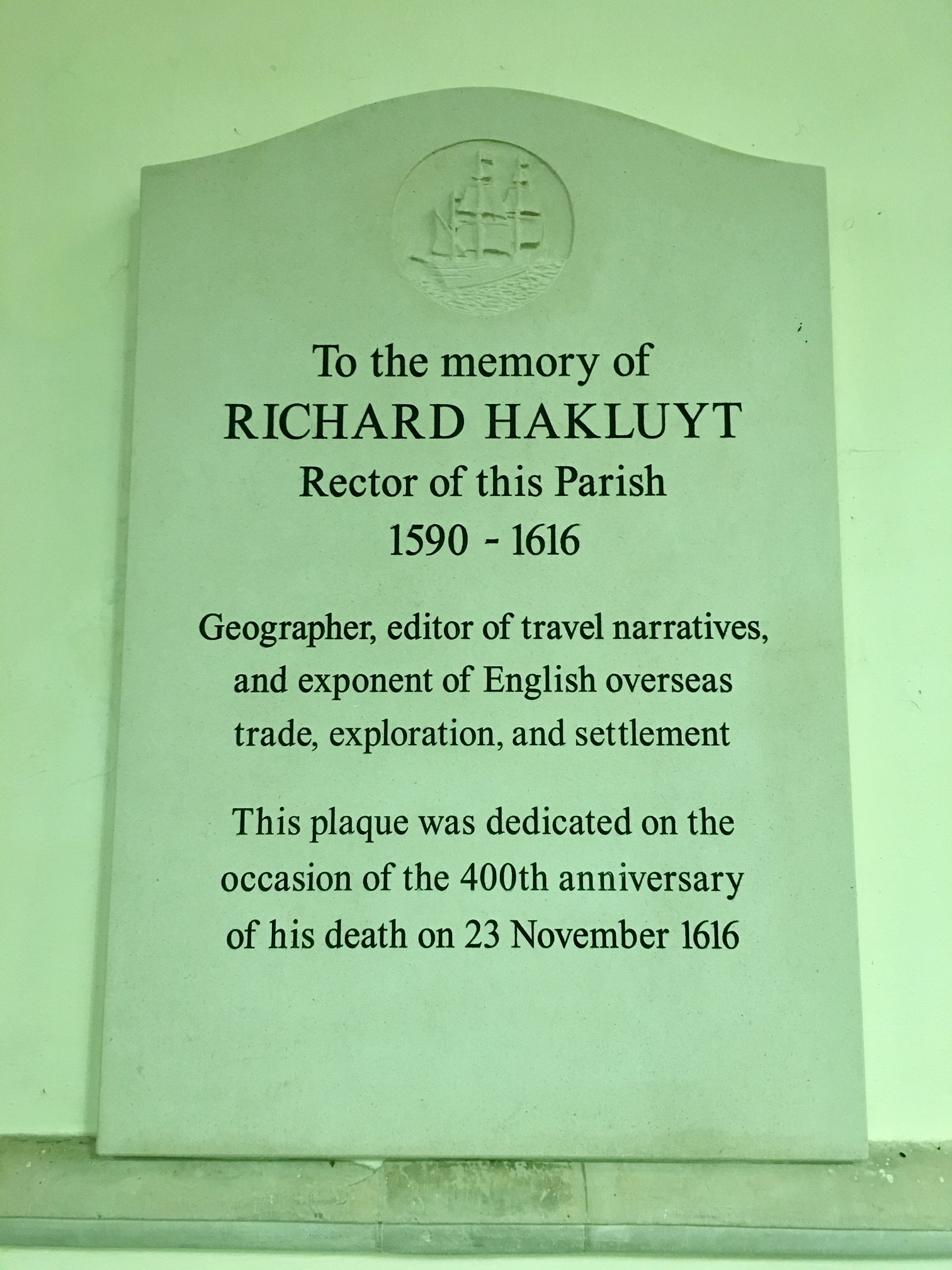
Memorial moderno a Richard Hakluyt na capela-mor da Igreja de Todos os Santos, Wetheringsett, Suffolk.

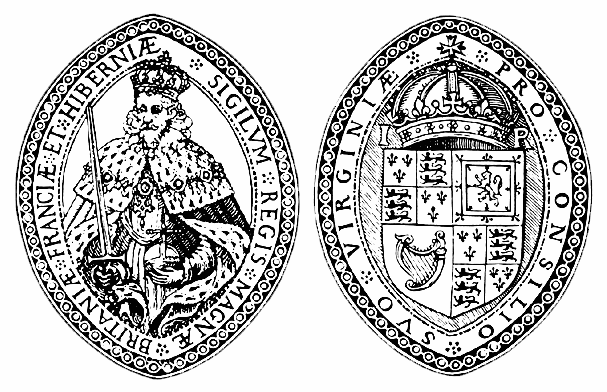
O selo da Companhia da Virgínia de Londres.

Richard Hakluyt (Eyton, Herefordshire, 1553 — Londres, 23 de novembro de 1616) foi um geógrafo, historiador, tradutor, editor e diplomata inglês. Capelão da Catedral de Bristol e arcediago da Abadia de Westminster foi através dos livros que publicou, com destaque para as obras The Principall Navigations, Voiages and Discoveries of the English Nation, e as traduções do Itinerario do Jan Huygen van Linschoten (1598) e do Tratado dos descobrimentos do português António Galvão (1601), um dos mais ardorosos defensores da expansão ultramarina da Inglaterra, em especial da colonização da América do Norte.

## Biografia
Richard Hakluyt (/ˈhæklʊt,_ˈhæklət,_ˈhækəlwɪt/) foi um escritor inglês que se notabilizou como promotor da colonização britânica da América do Norte através das suas obras, nomeadamente Divers Voyages Touching the Discoverie of America (1582) e The Principal Navigations, Voyages, Traffiques and Discoveries of the English Nation (1589-1600).
Hakluyt foi educado na Westminster School e na Christ Church, Oxford.  Entre 1583 e 1588 foi capelão e secretário do diplomata Edward Stafford, embaixador inglês na corte francesa. Sendo ordenado sacerdote anglicano, Hakluyt ocupou cargos importantes na Catedral de Bristol e na Abadia de Westminster e foi capelão pessoal de Robert Cecil, primeiro conde de Salisbury, o principal secretário de Estado da Inglaterra nos reinados de Elisabeth I e de James I. Foi o principal promotor de uma petição a James I para obter cartas-patente para a colonizar a Virgínia, que foram concedidas à Companhia de Londres e à Companhia de Plymouth (referidas coletivamente como a Companhia da Virgínia) em 1606. A Hakluyt Society, que publica edições académicas de registos primários de viagens e explorações, recebeu o seu nome aquando da sua formação em 1846.

### Família e origens
Os antepassados patrilineares de Hakluyt eram de origem galesa, e não nerlandesa como é frequentemente sugerido. A família ter-se estabelecido em Herefordshire, em Inglaterra, por volta do século XIII, e, segundo o antiquário John Leland, tomaram o seu apelido da floresta de Cluid em Radnorland.
Alguns dos antepassados de Hakluyt estabeleceram-se em Yatton em Herefordshire, Tem sido afirmado que os Hakluyts receberam Eaton Hall (Yatton?) de Owain Glyndŵr quando este invadiu essa parte de Herefordshire em 1402, o que os colocaria entre os principais proprietários de terras do condado.
Uma pessoa chamada Hugo Hakelute, que pode ter sido um antepassado ou parente de Richard Hakluyt, foi eleito membro do Parlamento em representação do borough de Yatton em 1304 ou 1305. Entre os séculos XIV e XVI, cinco indivíduos com o apelido de Hackluit ou Hackluit foram xerifes de Herefordshire (High Sheriff of Herefordshire). Um homem chamado Walter Hakelut foi nomeado cavaleiro no 34.º ano do reino de Eduardo I de Inglaterra (1305) e mais tarde morto na Batalha de Bannockburn. Em 1349 um Thomas Hakeluyt foi chanceler da antiga diocese de Hereford. Os registos também mostram que um Thomas Hakeluytt estava na curatela de Henrique VIII da Inglaterra (reinou em 1509-1547) e depois na de Eduardo VI (reinou em 1547-1553).
Richard Hakluyt, o segundo de quatro filhos, nasceu em Eyton, no Herefordshire, em 1553. O pai de Hakluyt, também chamado Richard Hakluyt, era membro da Worshipful Company of Skinners cujos membros se dedicavam ao comércio de peles e couros. Morreu em 1557, quando o seu filho tinha cerca de cinco anos, e a sua mulher, Margery, também faleceu pouco depoois. O primo de Hakluyt, também chamado Richard Hakluyt, advogado na Middle Temple (The Honourable Society of the Middle Temple), tornou-se o seu guardião legal.
Enquanto era bolseiro da Rainha na Westminster School, Hakluyt visitou o seu tutor, cuja conversa, ilustrada por certos livros de cosmografia, um mapa universal e a Bíblia, fez com que Hakluyt decidisse prosseguir esse conhecimento e esse tipo de literatura.
Em 1570 foi admistido como aluno na Christ Church, Oxford com o apoio financeiro da Worshipful Company of Skinners, a corporação dos peleteiros e correeiros de Londres, tendo os seus exercícios de dever cumpridos pela primeira vez pela leitura todas as viagens e descobertas impressas ou escritas que pudesse encontrar. Obteve o grau de Bachelor of Arts (B.A.) em 19 de fevereiro de 1574 e, pouco depois, o grau de Master of Arts (M.A.) em 27 de junho de 1577. Começou então a dar palestras públicas sobre geografia. Foi o primeiro a mostrar tanto os antigos mapas imperfeitamente compostos como os novos mapas, globos, esferas e outros instrumentos desta arte, recentemente reformados. Hakluyt manteve a sua bolsa de estudos na Christ Church entre 1577 e 1586, embora depois de 1583 tenha deixado de residir em Oxford.
Hakluyt foi ordenado sacerdote em 1578, no mesmo ano em que começou a receber uma pensão da Worshipful Company of Clothworkers (a corporação londrina dos tecelões) para estudar Divindade. A pensão teria expirado em 1583, mas William Cecil, 1.º barão de Burghley, interveio para a prolongar até 1586, a fim de apoiar as investigações geográficas de Hakluyt.

### Com a embaixada de Inglaterra em Paris
O Projeto Galileu erra ao identificar a primeira publicação de Hakluyt como sendo A Shorte and Briefe Narration of the Two Nauigations and Discoueries to the Northwest Partes Called Newe Fraunce (Narração breve e sucinta das duas navegações e descobertas para as partes do noroeste chamadas Nova Fraunça), saída a público em 1580, uma tradução da obra intitulada Bref Récit et Succincte Narration de la Navigation Faite en MDXXXV et MDXXXVI do navegador francês Jacques Cartier, uma descrição da sua segunda viagem ao Canadá (a Nova França) em 1535-1536. Contudo, a cópia desta obra existente na Biblioteca Britânica indica que foi traduzida de uma versão italiana para inglês por John Florio e não por Hakluyt.
Hakluyt preparou a sua própria tradução da versão italiana da obra, mas só a publicou no terceiro volume da edição alargada de The Principal Navigations, Voiages, Traffiques and Discoueries of the English Nation (1600) Assim, a primeira obra publicada da sua autoria foi Divers Voyages Touching the Discoverie of America and the Ilands Adjacent unto the Same, Made First of all by our Englishmen and Afterwards by the Frenchmen and Britons (1582).
As Divers Voyages de Hakluyt atrairam a atenção de William Howard, 1.º barão Howard de Effingham, e do diplomata Sir Edward Stafford, cunhado de Lord Howard. Aos 30 anos, conhecendo os principais capitães do mar, os maiores comerciantes e os melhores marinheiros da nossa nação, foi selecionado como capelão e secretário  para acompanhar Stafford, nomaedo embaixador inglês na corte francesa, a Paris em 1583. De acordo com as instruções do Secretário de Estado Francis Walsingham, ocupou-se principalmente em recolher informações sobre os movimentos espanhóis e franceses, e fazer uma investigação diligente de todas as coisas que pudessem trazer alguma luz para as nossas descobertas ocidentais na América. Apesar de esta ter sido a sua única visita à Europa continental, ficou indignado ao ouvir falar em Paris das limitações dos ingleses em termos de viagens marítimas.
Os primeiros frutos dos trabalhos de Hakluyt em Paris foram materializados na sua importante obra intitulada A Particuler Discourse Concerninge the Greate Necessitie and Manifolde Commodyties That Are Like to Growe to This Realme of Englande by the Westerne Discoueries Lately Attempted, Written in the Yere 1584 (Um discurso particular sobre a grande necessidade e as múltiplas mercadorias que estão prestes a crescer para este reino da Inglaterra pelas descobertas ocidentais recentemente tentadas, escrito no ano de 1584) que Sir Walter Raleigh que encomendara. O manuscrito, perdido durante quase 300 anos, foi publicado pela primeira vez em 1877.
Hakluyt voltou a Inglaterra em 1584 e apresentou uma cópia do A Particuler Discourse... À rainha Isabel I de Inglaterra (a quem tinha sido dedicado), juntamente com a sua análise em latim da obra política de Aristóteles. O seu objetivo era recomendar o empreendimento de estabelecer plantações inglesas na região da América do Norte ainda não colonizada por europeus, e assim ganhar o apoio da rainha para a expedição de Sir Walter Raleigh à América do Norte. Em maio de 1585, quando Hakluyt estava em Paris com a embaixada inglesa, a rainha concedeu-lhe o lugar de próximo prebendário na Catedral de Bristol que ficasse vago, para o qual foi admitido em 1585 ou 1586 e manteve, com outras prebendas, até à sua morte. De acordo com a Encyclopædia Britannica, a rainha concedeu a Hakluyt o próximo posto de prebendário vago na Catedral de Bristol dois dias antes do regresso de Hakluyt a Paris.
As outras obras de Hakluyt durante o seu tempo em Paris consistiram principalmente em traduções e compilações, com as suas próprias dedicatórias e prefácios. Estes últimos escritos, juntamente com algumas cartas, são o único material existente a partir do qual se pode elaborar uma biografia sua. Hakluyt interessou-se pela publicação do diário manuscrito de René Goulaine de Laudonnière, intitulado L'histoire notable de la Floride située ès Indes Occidentales, em Paris no ano de 1586.
A atenção que o livro suscitou em Paris incentivou Hakluyt a preparar uma tradução inglesa e a publicá-la em Londres com o título de A Notable Historie Containing Foure Voyages Made by Certayne French Captaynes unto Florida (1587). No mesmo ano, a sua edição de De Orbe Nouo Decades Octo de Pietro Martire d'Anghiera viu a luz em Paris. Por recomendação de Hakluyt, a obra foi traduzida para inglês por Michael Lok e publicada como De Nouo Orbe, or The Historie of the West Indies ... Comprised in Eight Decades ... Three ... Formerly Translated into English, by R. Eden ... the Other Fiue ... by ... M. Lok. Esta obra contém um mapa extremamente raro, dedicado a Hakluyt e assinado por F. G. (supostamente Francis Gualle) e é o primeiro documento em que aparece o nome Virginia aplicado à região do atual estado norte-americano homónimo.

### Regresso a Inglaterra
Em 1588, Hakluyt regressou finalmente a Inglaterra com Lady Douglas Sheffield, a baronesa de Sheffield, após uma residência de quase cinco anos em França. Em 1589 publicou a primeira edição da sua principal obra, The Principall Navigations, Voiages and Discoveries of the English Nation, utilizando, na medida do possível, relatos de testemunhas oculares. No prefácio desta edição, anunciou a intenção de publicar o primeiro globo terrestre feito em Inglaterra por Emery Molyneux.
Entre 1598 e 1600 apareceu a edição final, revista e muito alargada, de The Principal Navigations, Voiages, Traffiques and Discoueries of the English Nation, em três volumes. Na dedicatória do segundo volume (1599) ao seu patrono, Robert Cecil, 1.º conde de Salisbury, Hakluyt exortou vivamente o ministro quanto à conveniência de colonizar a Virgínia. Alguns exemplares desta obra monumental contêm um mapa de grande raridade, o primeiro elaborado segundo a projeção de Mercator feito em Inglaterra de acordo com os verdadeiros princípios estabelecidos pelo matemático Edward Wright.
A grande coleção de edições de Hakluyt foi designada pelo historiador James Anthony Froude como a epopeia em prosa da moderna nação inglesa. Em 20 de abril de 1590, Hakluyt foi instituído na casa do clero de Wetheringsett-cum-Brockford, Suffolk, por Lady Stafford, que era a viúva baronesa Sheffield. Ocupou este cargo até à sua morte e residiu em Wetheringsett durante a década de 1590 e frequentemente depois disso. Em 1599, tornou-se conselheiro da recém-fundada Companhia das Índias Orientais (a East India Company) e, em 1601, editou uma tradução do português da obra Tratado que compôs o nobre e notauel capitão António Galvão..., de António Galvão, que editou com o título The Discoveries of the World, from Their First Original unto the Year of our Lord, 1555.

### Vida posterior
No final da década de 1590, Hakluyt tornou-se protegido e capelão pessoal de Robert Cecil, 1.º Conde de Salisbury, filho de Lord Burghley, que viria a ser o mais frutífero patrono de Hakluyt. Hakluyt dedicou a Cecil o segundo (1599) e terceiro volumes (1600) da edição alargada das Principais Navegações e também a sua edição dos Descobrimentos de António Galvão (1601). Cecil, que foi o principal Secretário de Estado de Elisabeth I e de Jaime VI da Escócia e I de Inglaterra, recompensou-o instalando-o como prebendário do cabido da Catedral de Westminster em 4 de maio de 1602. De acordo com a introdução de Jones às Divers Voyages, Hakluyt sucedeu ao Dr. Richard Webster como prebendário da Abadia de Westminster por volta de 1605. No ano seguinte, foi eleito arquidiácono da Abadia.
Estas ocupações religiosas deram origem a uma reconsideração do papel desempenhado pelas preocupações espirituais nos escritos de Hakluyt sobre exploração, colonização e relações da Inglaterra com os seus rivais católicos.
Hakluyt casou-se duas vezes, uma em 1594 ou por volta dessa data, e novamente em 1604. Na licença do segundo casamento de Hakluyt, datada de 30 de março de 1604, ele é descrito como um dos capelães do Hospital. Ea posição foi-lhe também conferida por Cecil. O seu testamento refere-se aos aposentos que ocupou até à data da sua morte e, noutro documento oficial, é designado por Doctor of Divinity (D.D. ou Divinitatis doctor), resultada da sua posição eclesiástica e formação em Teologia.
Hakluyt foi também um dos principais promotores dos interesses da Virginia Company of London, servindo como diretor da mesma em 1589. Em 1605, financiou a futura residência para o pároco de Jamestown, a capital da colónia da Virgínia. Quando a colónia foi finalmente estabelecida em 1607, financiou o benefício eclesiástico para o seu capelão, Robert Hunt. 
Em 1606, aparece como o principal promotor da petição a Jaime I para obter cartas-patente para colonizar a Virgínia, as quais foram concedidas em 10 de abril de 1606. A sua última publicação foi uma tradução das descobertas de Hernando de Soto na Flórida, intitulada Virginia Richly Valued, by the Description of the Maine Land of Florida, Her Next Neighbour (Virginia ricamente valorizada, pela descrição da terra principal da Flórida, sua vizinha próxima), saída a público em 1609. Esta obra destinava-se a encorajar a formação da jovem colónia da Virgínia. O historiador escocês William Robertson escreveu sobre Hakluyt: A Inglaterra está mais em dívida [com Hakluyt] com as suas possessões americanas do que com qualquer outro homem daquela época.
Hakluyt preparou uma tradução inglesa da obra Mare Liberum do jurista holandês Hugo Grotius (1609), um tratado que procurava demonstrar que os holandeses tinham o direito de comerciar livremente nas Índias Orientais, contrariamente às reivindicações espanholas e portuguesas de soberania sobre os mares, no início do século XVII. A data exacta da tradução é desconhecida, mas deve ter sido preparada entre a publicação do livro de Grotius em 1609 e a morte de Hakluyt em 1616.
Helen Thornton sugeriu que a tradução foi encomendada por Thomas Smythe, que se tornou tesoureiro da Companhia da Virgínia em 1609 e foi também governador da Companhia das Índias Orientais. Nesse ano, Hakluyt foi consultor da Companhia aquando da renovação do seu estatuto. Os argumentos de Grotius apoiavam o direito da Inglaterra de comerciar nas Índias.
A tradução pode também ter feito parte da propaganda que encorajava os ingleses a estabelecerem-se na Virgínia. Em Mare Liberum, Grotius negou que a doação feita em 1493 pelo Papa Alexandre VI, que dividiu os oceanos entre Espanha e Portugal, desse à Espanha o direito de reivindicar o território da América do Norte. Em vez disso, sublinhou a importância da ocupação, que era favorável aos ingleses, uma vez que tinham sido eles, e não os espanhóis, a ocupar a Virgínia. Grotius defendia também que os mares deviam ser livremente navegáveis por todos, o que era útil, uma vez que a rota entre a Inglaterra e a Virgínia atravessava mares reivindicados pelos portugueses.
No entanto, não é claro porque é que a tradução de Hakluyt não foi publicada durante a sua vida. George Bruner Parks teorizou que a publicação nessa altura teria sido inconveniente para a Inglaterra porque, depois de a Inglaterra ter ajudado com sucesso a Holanda e a Espanha a negociar a Trégua dos Doze Anos durante a Guerra dos Oitenta Anos, a obra teria apoiado as reivindicações inglesas de mares livres contra a Espanha, mas não as suas reivindicações de mares fechados contra a Holanda. O manuscrito de Hakluyt, catalogado como MS Petyt 529, está na Inner Temple Library, em Londres, e acabaria por ser publicado como The Free Sea pela primeira vez em 2004.
Em 1591, Hakluyt herdou os bens da família após a morte do seu irmão mais velho, Thomas. Um ano mais tarde, após a morte do seu irmão mais novo, Edmund, herdou bens adicionais do seu tio. Em 1612, Hakluyt tornou-se membro fundador da North-West Passage Company. Na altura da sua morte, tinha acumulado uma pequena fortuna com os seus vários emolumentos e benefícios, dos quais o último foi a casa do clero de Gedney, Lincolnshire, que lhe foi oferecida pelo seu irmão mais novo Oliver em 1612. Infelizmente, a sua riqueza foi desbaratada pelo seu único filho.
Hakluyt morreu a 23 de novembro de 1616, provavelmente em Londres, e foi sepultado a 26 de novembro na Abadia de Westminster. O registo funerário indica apenas que Hakluyt foi enterrado na Abadia, sem indicar a localização exacta, e não existe qualquer monumento ou lápide. Por um erro no registo da abadia, o seu enterro foi registado no ano de 1626.
Alguns dos seus manuscritos, suficientes para formar um quarto volume das suas colecções de 1598-1600, caíram nas mãos de Samuel Purchas, que os inseriu de forma abreviada nos seus Pilgrimes (1625-1626). A obra é também conhecida como Hakluytus Posthumus, que foi reimpressa como Hakluytus Posthumus: or, Purchas His Pilgrimes: Contayning a History of the World in Sea Voyages and Lande Travells by Englishmen and Others. Outras, constituídas principalmente por notas recolhidas de autores contemporâneos, estão conservadas na Universidade de Oxford.
Hakluyt é sobretudo recordado pelos seus esforços na promoção e apoio à colonização da América do Norte pelos ingleses através dos seus escritos. Estas obras foram uma fonte fértil de material para William Shakespeare e outros autores. Hakluyt também incentivou a produção de escritos geográficos e históricos por outros. Foi por sugestão de Hakluyt que Robert Parke traduziu a obra de Juan González de Mendoza intitulda Historia de las cosas más notables, ritos y costumbres del gran reyno de la China (The History of the Great and Mighty Kingdom of China and the Situation Thereof) (1588-1590), que John Pory fez a sua versão de A Geographical Historie of Africa de Leo Africanus (1600) e que Pierre Erondelle traduziu Nova Francia (1609) de Marc Lescarbot.

## Legado
A Hakluyt Society foi fundada em 1846 com o objetivo de imprimir relatos raros e inéditos de viagens e explorações, e continua a publicar volumes todos os anos.
Em 2018, uma edição crítica de 14 volumes das Principais Navegações de Hakluyt estava a ser preparada pelo Projeto de Edição Hakluyt para a Oxford University Press, sob a direção geral de Daniel Carey, da Universidade Nacional da Irlanda, Galway, e Claire Jowitt, da Universidade de East Anglia.
A Westminster School deu o seu nome a um edifício como reconhecimento da conquista de um Old Westminster. Em Svalbard (Spitsbergen), o promontório de Hakluythovden e a fossa de Hakluytodden, na região noroeste da ilha Amesterdão (Amsterdamøya), receberam o nome em homenagem a Richard Hakluyt.

## Obras

### Obras da sua autoria

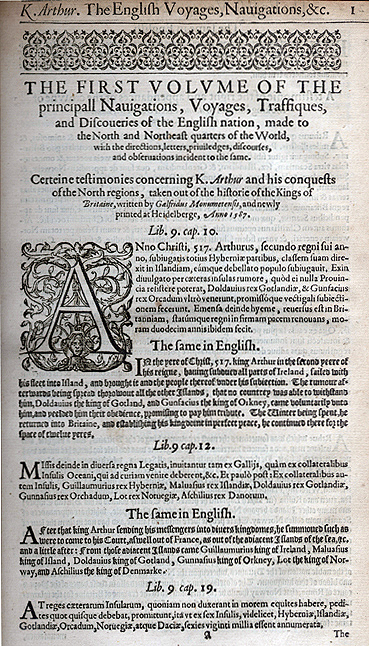
The first page of Vol. I of the 2nd edition of Hakluyt's The Principall Nauigations, Voyages, Traffiques, and Discoueries of the English Nation (1598)

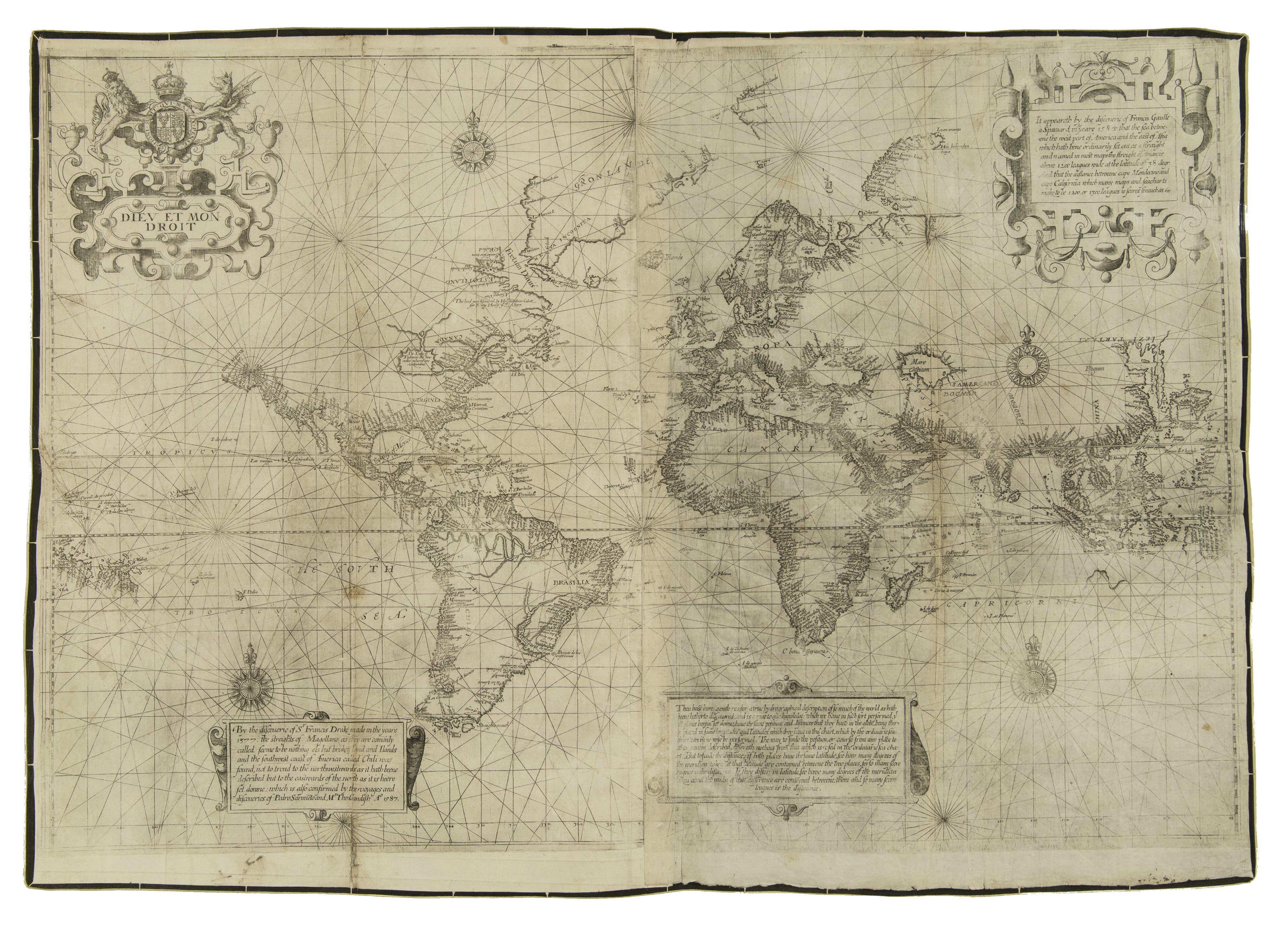
The Wright–Molyneux map of the world selected by Hakluyt for inclusion in the 2nd edition of The Principall Nauigations...

- Hakluyt, Richard (1582). Divers Voyages Touching the Discoverie of America and the Ilands Adjacent unto the Same, Made First of All by Our Englishmen and Afterwards by the Frenchmen and Britons: With Two Mappes Annexed Hereunto. London: [Thomas Dawson] for T. Woodcocke. Reimpresso como:
  - Hakluyt, Richard (1850).  John Winter Jones, ed. Divers Voyages Touching the Discovery of America and the Islands Adjacent [Hakluyt Society; 1st Ser., no. 7]. London: Hakluyt Society. p. 1. ISBN 978-0-665-37538-5
- Hakluyt, Richard (1584). A Particuler Discourse Concerninge the Greate Necessitie and Manifolde Commodyties That Are Like to Growe to This Realme of Englande by the Westerne Discoueries Lately Attempted, Written in the Yere 1584 (PDF). [London?]: [s.n.] Reimpresso como:
  - Hakluyt, Richard (1877).  Charles Deane, ed. A Discourse Concerning Western Planting, Written in the Year 1584. Col: Collections of the Maine Historical Society, Second Series; II. Cambridge, Mass.: Press of John Wilson and Son [for the Maine Historical Society]. OCLC 4618335
  - Hakluyt, Richard (1993).  David B. Quinn; Alison M. Quinn, eds. A Particuler Discourse Concerninge the Greate Necessitie and Manifolde Commodyties that are Like to Growe to this Realme of Englande by the Westerne Discoueries Lately Attempted. Col: Extra. London: Hakluyt Society. ISBN 978-0-904180-35-0
- Hakluyt, Richard (1589). The Principall Navigations, Voiages, and Discoveries of the English Nation: Made by Sea or Over Land to the Most Remote and Farthest Distant Quarters of the Earth at Any Time within the Compasse of These 1500 Years: Divided into Three Several Parts According to the Positions of the Regions Whereunto They Were Directed; the First Containing the Personall Travels of the English unto Indæa, Syria, Arabia ... the Second, Comprehending the Worthy Discoveries of the English Towards the North and Northeast by Sea, as of Lapland ... the Third and Last, Including the English Valiant Attempts in Searching Almost all the Corners of the Vaste and New World of America ... Whereunto is Added the Last Most Renowned English Navigation Round About the Whole Globe of the Earth. London: Imprinted by George Bishop and Ralph Newberie, deputies to Christopher Barker, printer to the Queen's Most Excellent Majestie. ISBN 9780665356681. Reimpresso como:
  - Hakluyt, Richard (1965). The Principall Navigations Voiages and Discoveries of the English Nation ... Imprinted at London, 1589: A Photo-Lithographic Facsimile with an Introduction by David Beers Quinn and Raleigh Ashlin Skelton and with a New Index by Alison Quinn [Hakluyt Society; Extra Ser., nos. 39a & 39b]. Cambridge: Cambridge University Press for Hakluyt Society & Peabody Museum of Salem, 2 volumes.
- Hakluyt, Richard (1598–1600). The Principall Nauigations, Voyages, Traffiques, and Discoueries of the English Nation, Made by Sea or Overland ... at Any Time Within the Compasse of these 1500 [1600] Yeeres, &c. London: G. Bishop, R. Newberie & R. Barker 3 vols.; folio. Reimpresso como:
  - Hakluyt, Richard (1884–1890).  E[dmund] Goldsmid, ed. The Principal Navigations, Voyages, Traffiques and Discoveries of the English Nation. Edinburgh: E. & G. Goldsmid 16 vols. Full-text of this edition available as follows: Volume 1; Volume 2 (Latin); Volume 3; Volume 4; Volume 5; Volume 6; Volume 7; Volume 8; Volume 9; Volume 10; Volume 11; Volume 12; Volume 13; Volume 14.
  - Hakluyt, Richard (1903–1905). The Principal Navigations Voyages Traffiques & Discoveries of the English Nation, etc. [Hakluyt Society; Extra Ser., nos. 1–12]. Glasgow: James MacLehose & Sons for the Hakluyt Society 12 vols. O texto integral desta edição está disponível em: Volume 1; Volume 2; Volume 3; Volume 4; Volume 5; Volume 6; Volume 7; Volume 8; Volume 9; Volume 10; Volume 11; Volume 12.

### Edições e traduções
- Cartier, Jacques (1580). A Shorte and Briefe Narration of the Two Nauigations and Discoueries to the Northwest Partes called Newe Fraunce, first Translated out of French into Italian by... Gio. Bapt. Ramutius, and now Turned into English by John Florio, etc. London: H[enry] Bynneman dvvelling in Thames streate, neere vnto Baynardes Castell] Parece provável que esta obra não seja da autoria de Hakluyt.
- Laudonnière, René de (1587). A Notable Historie Containing Foure Voyages made by Certaine French Captaynes unto Florida, wherein the Great Riches and Fruitefulnes of the Countrey, with the Maners of the People, hitherto Concealed, are Brought to Light ... Newly Translated Out of French into English by R. H. ... Traduzido por Richard Hakluyt. London: Thomas Dawson.
- Anglerius, Petrus Martyr (1587).  Richard Hakluyt, ed. De Orbe Nouo Petri Martyris Anglerii Mediolanensis Protonotarii et Caroli Quinti Senatoris Decades Octo, Diligenti Temporum Observatione et Utilissinis Annotationibus Illustratæ ... Paris: G. Auvray.
- Galvão, Antonio (1601).  Richard Hakluyt, ed. The Discoveries of the World from Their First Originall unto the Yeer ... 1555; Written in the Portugall Tongue by A. Galvano. London: G. Bishop Quarto. Reprint:
  - Galvano, Antonio (1862).  Vice-Admiral Bethune (Charles Ramsay Drinkwater Bethune), ed. The Discoveries of the World, from Their First Original unto the Year of our Lord, 1555. [Edited by F. de Sousa Tavares.] Corrected ... and published in England, by R. Hakluyt ... [Hakluyt Society; 1st Ser., no. 30]. London: Hakluyt Society
- de Soto, Ferdinando (1609). Virginia Richly Valued, by the Description of the Maine Land of Florida, Her Next Neighbour: Out of the Foure Yeeres Travell and Discoverie... of Don Ferdinando de Soto and Sixe Hundred Able Men in His Companie ... Written by a Portugall gentleman of Elvas, ... and Translated out of Portugese [sic] by Richard Hakluyt. Traduzido por Richard Hakluyt. London: F. Kyngston for M. Lownes.
- Grotius, Hugo; William Welwod (2004).  David Armitage, ed. The Free Sea. Traduzido por Richard Hakluyt. Indianapolis, Ind.: Liberty Fund. ISBN 978-0-86597-431-9

### Livros
- Burrage, Henry S[weetser], ed. (1906). ... Early English and French Voyages, Chiefly from Hakluyt, 1534–1608: With Maps and a Facsimile Reproduction. New York, N.Y.: Scribner's
- Corbitt, David Leroy, ed. (1948). Explorations, descriptions, and attempted settlements of Carolina, 1584–1590. Raleigh: State Department of Archives and History
- Gray, Albert (1917). An Address on the Occasion of the Tercentenary of the Death of Richard Hakluyt, 23 November 1916: With a Note on the Hakluyt Family (OB4). London: Hakluyt Society
- Hakluyt, Richard; Frank Knight (1964). They Told Mr. Hakluyt: Being a Selection of Tales and Other Matter Taken from Richard Hakluyt's "The Principal Navigations, Voyages, Traffics and Discoveries of the English Nation", with Various Explanatory Notes by Frank Knight. London: Macmillan & Co.
- Hakluyt, Richard (1880s).  Henry Morley, ed. Voyager's Tales, from the Collections of Richard Hakluyt. London: Cassell & Co
- Lynam, E[dward] [William O'Flaherty], ed. (1946). Richard Hakluyt & His Successors: A Volume Issued to Commemorate the Centenary of the Hakluyt Society. London: Hakluyt Society
- Mancall, Peter C. (2007). Hakluyt's Promise: An Elizabethan's Obsession for an English America. New Haven, Conn.; London: Yale University Press
- Markham, Clements R[obert] (1896). Richard Hakluyt: His Life and Work: With a Short Account of the Aims and Achievements of the Hakluyt Society: An Address, etc. (OB1). London: Hakluyt Society
- Neville-Sington, P[amela] A.; Anthony Payne (1997). Richard Hakluyt and His Books: An Interim Census of Surviving Copies of Hakluyt's Divers Voyages and Principal Navigations. London: Hakluyt Society. ISBN 978-0-904180-56-5
- Quinn, D[avid] B[eers], ed. (1974). The Hakluyt Handbook [Hakluyt Society; 2nd ser., no. 144]. London: Hakluyt Society. ISBN 978-0-521-20211-4 2 vols.
- A Reproduction of the Tablet Erected in Bristol Cathedral to the Memory of Richard Hakluyt Born 1522, Died 1616 (OB3). London: Hakluyt Society. 1911
- Sir Walter Raleigh and Richard Hakluyt: An Exhibition Held in the King's Library, British Museum, July–September 1952. [London]: British Museum. 1952
- Watson, Foster (1924). Richard Hakluyt. [S.l.]: The Sheldon Press

### Outras publicaçõess
- O'Toole, Fintan (10 Março 2007). «Virgin territories [review of Peter C. Mancall's Hakluyt's Promise]». The Guardian (Review). London
- Porter, Henry (8 Abril 2007). «America's debt to a forgotten hero: As the 400th anniversary of Jamestown nears, its spiritual father is being unjustly ignored». The Observer. London
- Bridges, Roy (15 Abril 2007). «Your letters: Hakluyt has not been forgotten». The Observer. London